# Béon (Ain)
Béon ist eine ehemalige französische Gemeinde mit 426 Einwohnern (Stand 1. Januar 2022) im Département Ain in der Region Auvergne-Rhône-Alpes. Sie gehörte zum Arrondissement Belley und zum Kanton Plateau d’Hauteville, darüber hinaus zum Gemeindeverband Bugey Sud.
Der Erlass vom 15. Dezember 2022 legte mit Wirkung zum 1. Januar 2023 die Eingliederung von Béon als Commune déléguée zusammen mit der früheren Gemeinde Culoz zur neuen Commune nouvelle Culoz-Béon fest.

## Geographie
Béon liegt auf 260 m, etwa zwölf Kilometer nordnordöstlich der Stadt Belley und 56 km südöstlich der Präfektur Bourg-en-Bresse (Luftlinie). Das Dorf erstreckt sich im südöstlichen Bugey, auf einem Schuttkegel am Südfuß des Grand Colombier westlich des Rhonetals, am Rand des ausgedehnten Moorgebietes Marais de Lavours.
Der ehemalige Herrschaftssitz Luyrieu ist jetzt ein Ortsteil von Béon.
Umgeben wird Béon von den Nachbargemeinden und der Commune déléguée:
| Arvière-en-Valromey |                                             |                          |
| Talissieu           | Kompassrose, die auf Nachbargemeinden zeigt | Culoz (Commune déléguée) |
|                     | Ceyzérieu                                   | Chanaz (Savoie)          |

## Geschichte
Das Gemeindegebiet von Béon war bereits während der Römerzeit besiedelt. Es wurden Mauerfundamente verschiedener römischer Villen entdeckt.
Seit dem 11. Jahrhundert bildete Béon eine Herrschaft unter den Burgherren von Lhuirieu/Luyrieu, welche unter der Oberhoheit der Grafen von Savoyen standen. Im 13. Jahrhundert wurde das Dorf zur Pfarrei erhoben. Mit dem Vertrag von Lyon gelangte Béon im Jahre 1601 an Frankreich.

## Sehenswürdigkeiten
Die Pfarrkirche von Béon stammt aus dem 14. Jahrhundert und wurde 1968 letztmals umfassend restauriert. Auf einem Felsgrat oberhalb des Dorfes erheben sich die Ruinen der mittelalterlichen Burg Luyrieu. Am Fuß dieser Krete steht das im 19. Jahrhundert erbaute Château de Béon.

## Bevölkerungsentwicklung
| Béon: Einwohnerzahlen von 1793 bis 2016                                                                                    | Béon: Einwohnerzahlen von 1793 bis 2016 | Béon: Einwohnerzahlen von 1793 bis 2016 | Béon: Einwohnerzahlen von 1793 bis 2016 | Béon: Einwohnerzahlen von 1793 bis 2016 |
| --- | --------------------------------------- | --------------------------------------- | --------------------------------------- | --------------------------------------- |
| Jahr |                                         |                                         |                                         | Einwohner                               |
| 1793 | 1793                                    |                                         | 492                                     | 492                                     |
| 1800 | 1800                                    |                                         | 476                                     | 476                                     |
| 1806 | 1806                                    |                                         | 422                                     | 422                                     |
| 1821 | 1821                                    |                                         | 488                                     | 488                                     |
| 1831 | 1831                                    |                                         | 527                                     | 527                                     |
| 1836 | 1836                                    |                                         | 521                                     | 521                                     |
| 1841 | 1841                                    |                                         | 513                                     | 513                                     |
| 1846 | 1846                                    |                                         | 546                                     | 546                                     |
| 1851 | 1851                                    |                                         | 528                                     | 528                                     |
| 1856 | 1856                                    |                                         | 543                                     | 543                                     |
| 1861 | 1861                                    |                                         | 507                                     | 507                                     |
| 1866 | 1866                                    |                                         | 466                                     | 466                                     |
| 1872 | 1872                                    |                                         | 461                                     | 461                                     |
| 1876 | 1876                                    |                                         | 452                                     | 452                                     |
| 1881 | 1881                                    |                                         | 414                                     | 414                                     |
| 1886 | 1886                                    |                                         | 405                                     | 405                                     |
| 1891 | 1891                                    |                                         | 394                                     | 394                                     |
| 1896 | 1896                                    |                                         | 446                                     | 446                                     |
| 1901 | 1901                                    |                                         | 417                                     | 417                                     |
| 1906 | 1906                                    |                                         | 376                                     | 376                                     |
| 1911 | 1911                                    |                                         | 356                                     | 356                                     |
| 1921 | 1921                                    |                                         | 314                                     | 314                                     |
| 1926 | 1926                                    |                                         | 319                                     | 319                                     |
| 1931 | 1931                                    |                                         | 313                                     | 313                                     |
| 1936 | 1936                                    |                                         | 315                                     | 315                                     |
| 1946 | 1946                                    |                                         | 282                                     | 282                                     |
| 1954 | 1954                                    |                                         | 320                                     | 320                                     |
| 1962 | 1962                                    |                                         | 313                                     | 313                                     |
| 1968 | 1968                                    |                                         | 298                                     | 298                                     |
| 1975 | 1975                                    |                                         | 345                                     | 345                                     |
| 1982 | 1982                                    |                                         | 346                                     | 346                                     |
| 1990 | 1990                                    |                                         | 348                                     | 348                                     |
| 1999 | 1999                                    |                                         | 364                                     | 364                                     |
| 2006 | 2006                                    |                                         | 356                                     | 356                                     |
| 2011 | 2011                                    |                                         | 401                                     | 401                                     |
| 2016 | 2016                                    |                                         | 464                                     | 464                                     |
| Quelle(n): EHESS/Cassini bis 1999, INSEE ab 2006 Anmerkung(en): Ab 1962 offizielle Zahlen ohne Einwohner mit Zweitwohnsitz |                                         |                                         |                                         |                                         |

Nachdem die Einwohnerzahl in der ersten Hälfte des 20. Jahrhunderts deutlich abgenommen hatte, wurde seit Beginn der 1970er Jahre wieder ein Bevölkerungswachstum verzeichnet. Die Ortsbewohner von Béon heißen auf Französisch Béonais(es).

## Wirtschaft und Infrastruktur
Béon war bis weit ins 20. Jahrhundert hinein ein vorwiegend durch die Landwirtschaft geprägtes Dorf. Noch heute spielt der Weinbau an den Hängen nördlich von Béon eine Rolle als Einnahmequelle der Einheimischen. Daneben gibt es einige Betriebe des lokalen Kleingewerbes. Mittlerweile hat sich das Dorf auch zu einer Wohngemeinde gewandelt. Zahlreiche Erwerbstätige sind Pendler, die in den größeren Ortschaften der Umgebung ihrer Arbeit nachgehen.